# Taufa Vakatale
Meraia Taufa Vakatale, née en 1938 sur l'île de Batiki et morte le 24 juin 2023, est une diplomate puis femme politique fidjienne, connue notamment pour ses engagements de principe.

## Biographie
Première femme fidjienne à obtenir une licence universitaire, elle sort diplômée d'un bachelor of Arts de l'université d'Auckland en 1963. Elle devient enseignante aux Fidji, et proviseure d'un établissement d'enseignement secondaire de 1973 à 1979. Après une carrière de diplomate dans les années 1980,, elle entre en politique. Elle se présente avec l'étiquette du parti Soqosoqo ni Vakavulewa  ni Taukei (SVT ; droite ethno-nationaliste autochtone et chrétienne-conservatrice) aux élections législatives de mai 1992, expliquant aux électeurs de la circonscription ethnique autochtone de Lomaiviti qu'elle compte devenir ministre. Élue, elle entre à la Chambre des représentants.
Le Premier ministre Sitiveni Rabuka la nomme ministre de l'Éducation, des Sciences et des Technologies dans son gouvernement le 3 juin,. Elle déplore publiquement que peu de femmes aient le « courage » d'entrer en politique pour défendre les droits et l'égalité des femmes. Réélue députée aux élections anticipées de 1994, elle est reconduite à son ministère mais est limogée du gouvernement en 1995 pour avoir pris part à des manifestations contre les essais nucléaires français à Mururoa, prise de position en contradiction avec celle du gouvernement Rabuka,. En 1996, elle est néanmoins faite officier de l'ordre des Fidji (en), et en 1997 elle est réintégrée au gouvernement, retrouvant ses ministères précédents et devenant par ailleurs vice-Première ministre, la première femme à occuper cette fonction.
Elle soutient l'alliance du SVT avec le parti indo-fidjien le Parti de la fédération nationale en vue des élections législatives de 1999, et perd son siège de députée à ces élections. Cette même année, elle devient présidente du SVT, mais elle démissionne du parti pour protester contre le coup d'État de l'an 2000 qui, au nom de la suprématie des intérêts autochtones, renverse le gouvernement de centre-gauche du Premier ministre indo-fidjien Mahendra Chaudhry. Elle explique par la suite : « Je ne crois pas en la suprématie autochtone [et] j'étais contre l'insistance sur les droits autochtones [et] la prééminence autochtone » prônés par beaucoup au SVT.
Quittant la politique, elle se consacre à des initiatives privées en faveur de l'accès à l'éducation. En 2008 elle accepte de devenir membre de la commission (extra-parlementaire) aux comptes publics, et en 2012 elle est membre de la commission constitutionnelle présidée par Yash Ghai (en),. En 2020, elle reçoit du président de la République Jioji Konrote une médaille pour services rendus au pays, dans le cadre des célébrations des cinquante ans de l'indépendance des Fidji. À sa mort en 2023 à l'âge de 85 ans, sa mémoire est saluée notamment par Sitiveni Rabuka, par Mahendra Chaudhry qui salue sa fidélité à ses principes, et par le chef de l'opposition parlementaire, Inia Seruiratu, qui la décrit comme un modèle pour les femmes et les filles, ayant brisé successivement plusieurs plafonds de verre à une époque « où les femmes, notamment autochtones, devaient faire face aux restrictions que leur imposait la société »,. L'historien Brij Lal l'avait décrite comme « une voix pour la modération et le bon sens - même si elle appartenait à des organisations comme le SVT ».